# 주민등록증
주민등록증(住民登錄證)은 주민이 거주지역에서 대한민국 주민등록법에 의한 주민등록을 했다는 사실을 증명하는 증명서이다. 만 17세 이상의 대한민국 국민은 반드시 신청해야 한다. 주민등록증은 가족관계등록부(종전의 호적)과 병적(남성 해당 사항)을 확인한 이후에 발행되므로 특히 가족관계등록부가 미비하면 발행하지 않는다. 주민등록증을 일상생활에서는 간단하게 민증이라고 한다. 주민등록증 앞면에는 사진, 한글 이름, 한자 이름, 주민등록번호, 최초 발급 당시 거주지, 발급 신청일, 최초 발급 당시 주민등록표상 주소 관할 기초지방자치단체장의 직인이 날인되어 있다. 뒷면에는 주소변동사항, 오른손 엄지손가락의 지문이 기록된다

## 발행 간략사

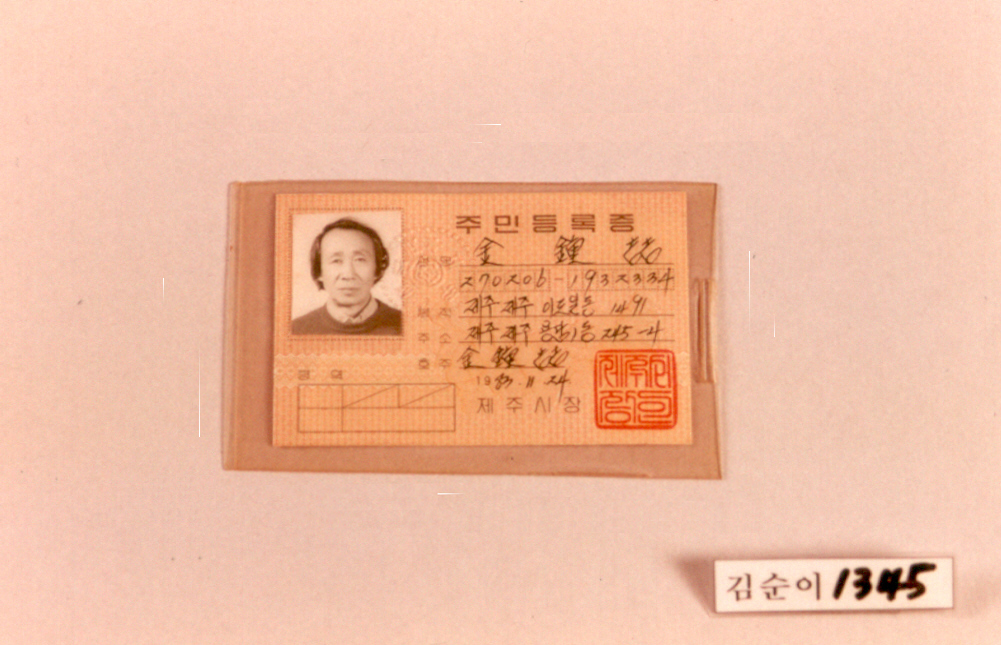
1968년부터 2000년까지 쓰였던 주민등록증

1950년부터 발행하던 신분증으로 도민증과 서울시민증의 불편과 문제점을 보완하는 전국적인 신분증으로 1968년 주민등록번호 개시와 함께 발행하였다.
발행 초기에는 종이에 사진을 붙이고, 압인을 찍는 방법으로 발행하여, 위조나 변조가 쉬웠고, 쉽게 찢어졌다. 비닐 코팅을 하지만 이사후 주소를 변경하면 뒷부분 주소란에 새로운 주소를 기재하기 위해 뒷부분 코팅을 떼어내야 했다. 습기나 물이 스며들어 쉽게 손상되었고 교체가 잦았다. 비닐 코팅형태 주민등록증은 1999년부터 주민등록증의 위조나 변조를 막기 위해 홀로그램이 부착된 ISO 7810 ID-1 규격(85.60 × 53.98 mm)의 플라스틱 카드로 제작했다. 사진 번짐과 코팅 깨짐, 글씨 변형 등의 문제가 나타나 지속적으로 개선하였다.
1997년과 2008년에는 전자식 주민증으로 건강보험과 운전면허, 세금 관련 등이 기능을 통합하여 발행한다는 정부 발표가 있었다. 하지만 전자 주민증을 분실할 경우에 개인정보 유출을 막지 못하는 문제로 기존 주민증을 개선하기로 결정했다.
2020년부터는 위변조 방지기능을 다양하게 추가하고 디자인을 개선하여 주민증을 발행한다.
2022년 5월부터 스마트폰으로 주민등록증 모바일 확인 서비스가 실시된다.
2025년 3월 14일부터 모바일 주민등록증 신청 할 수 있게 되었다. 개인 스마트폰에 발급되는 모바일 주민등록증은 실물 주민등록증과 동일한 법적 효력을 가진다. 만약 스마트폰 분실 신고때에는 통신사와 연동해 모바일 주민등록증이 잠금 처리되어 사용이 불가능해진다.

## 같이 보기
- 주민등록
- 주민등록번호
- 대한민국 주민등록법
- 신분증